# Polička
Polička (pronunciació en txec:[ˈpolɪtʃka]) és una ciutat al districte de Svitavy a la Regió de Pardubice, dins l'antiga regió de Bohèmia, de la República Txeca. La població és de 8.922 (1 de gener de 2012), i és aproximadament a 17 km a l'oest de Svitavy. L'altitud de la ciutat és de 555 m.
El 1890 hi va néixer el compositor Bohuslav Martinů.